# Teddy Charles
Teddy Charles, nacido como Theodore Charles Cohen (13 de abril de 1928). – 16 de abril de 2012)  fue un músico y compositor de jazz estadounidense, cuyos instrumentos eran el vibráfono, el piano y la batería. 

## Carrera
Nacido como Theodore Charles Cohen en Chicopee Falls, Massachusetts, Estados Unidos,  estudió en la Juilliard School of Music como percusionista.  Posteriormente comenzó a grabar e hizo apariciones personales como Teddy Cohen con bandas  como vibrafonista, escribiendo, arreglando y produciendo discos. En 1951, cambió su apellido a Charles.
Charles era uno de los muchos músicos de jazz que frecuentaban un edificio de apartamentos en el 821 de la Sexta Avenida, en la ciudad de Nueva York, conocido como Jazz Loft alquilado por el fotógrafo y artista David X. Young, quien a su vez subarrendaba dos apartamentos a Hall Overton (Charles's mentor) y Dick Cary.
Conocido como un innovador, el trabajo principal de Charles se grabó en la década de 1950, con álbumes politonales como New Directions, Collaboration: West, Word from Bird y The Teddy Charles Tentet. Fue músico de estudio para Miles Davis, Charles Mingus, Shelly Manne y Dion.  Desde mediados de la década de 1950, Charles trabajó principalmente como productor de discos.  También fue colíder del Prestige Jazz Quartet. Grabó un álbum, Live at the Verona Jazz Festival, para Soul Note en 1988.
Charles fue capitán de la goleta de madera Mary E de 1906 que compró en 1973 y restauró, y luego fue capitán del barco Pilgrim en Greenport, Nueva York (en North Fork de Long Island) e interpretó música localmente. En sus últimos años volvió a actuar tras pasar algunos años en el mar. Su última grabación fue la colaboración de 2011 con Wily Bo Walker y Danny Flam presentando la canción "You Don't Know What Love Is".
Murió de insuficiencia cardíaca en 2012, a los 84 años. 

## Discografía

### Como líder
- Adventures in California (Fresh Sound Records, 1953)
- New Directions (Prestige, 1954)
- The Teddy Charles Tentet (Atlantic 1229, 1956)
- Collaboration West (Prestige, 1956)
- 3 for Duke (Jubilee, 1957)
- The Prestige Jazz Quartet (Prestige, 1957)
- Word from Bird (Atlantic, 1957)
- Evolution (Prestige, 1957)
- Vibe-Rant (Elektra, 1957)
- Coolin' (New Jazz, 1959)
- Salute to Hamp (Bethlehem, 1959)
- Jazz in the Garden at the Museum of Modern Art (Warwick, 1960)
- On Campus: Ivy League Jazz Concert (Bethlehem, 1960)
- Russia Goes Jazz (United Artists, 1964)
- Live at the Verona Jazz Festival 1988 (Soul Note, 1989)
- Dances with Bulls (Smalls, 2008)

### Como acompañante
Con Bob Brookmeyer
- The Dual Role of Bob Brookmeyer (Prestige, 1956) – rec. 1954–1955
- Street Swingers (World Pacific, 1958)

Con Charles Mingus
- East Coasting (Bethlehem, 1957)
- Town Hall Concert (United Artists, 1962)
- Nostalgia in Times Square/The Immortal 1959 Sessions (Columbia, 1979)
- Mingus Dynasty (Columbia, 1960)

Con otros
- Australian Jazz Quintet, Modern Jazz Performance of Kurt Weill's Three Penny Opera (Bethlehem, 1958)
- Donald Byrd & Pepper Adams, Out of This World (Warwick, 1961)
- Miles Davis, Blue Moods (Debut, 1955)
- Rusty Dedrick, A Jazz Journey (Monmouth, 1965)
- Aretha Franklin, Unforgettable: A Tribute to Dinah Washington (Columbia Records, 1964)
- Curtis Fuller & Hampton Hawes, Curtis Fuller and Hampton Hawes with French Horns (Status, 1965)
- Wardell Gray, Memorial Volume One (Prestige, 1955)
- Thad Jones, Olio (Prestige, 1957)
- Lee Konitz, Ezz-thetic (New Jazz, 1964)
- Eric Kloss, Grits & Gravy (Prestige, 1967)
- Alonzo Levister, Manhattan Monodrama (Debut, 1957)
- Teo Macero, Teo (Prestige, 1957)
- Mary Ann McCall, Detour to the Moon (Jubilee, 1958)
- Gil Melle, Gil's Guests (Prestige, 1956)
- Metronome All-Stars, Metronome All-Stars 1956 (Clef, 1956)
- Gunther Schuller & George Russell, Modern Jazz Concert (Columbia, 1958)
- Harold Vick, Watch What Happens (RCA Victor, 1968)